# Carlo Sernicola (librettista)
Carlo Sernicola (Napoli, seconda metà del XVIII secolo – ...) è stato un librettista italiano.
A Napoli esercitò la professione di giureconsulto, ma fu poeta, consacrato Pastore Arcade col nome di Arimedonte Parteniate, e poi librettista della scuola musicale napoletana alla fine del Settecento, il massimo autore di testi di drammi sacri.

## Libretti

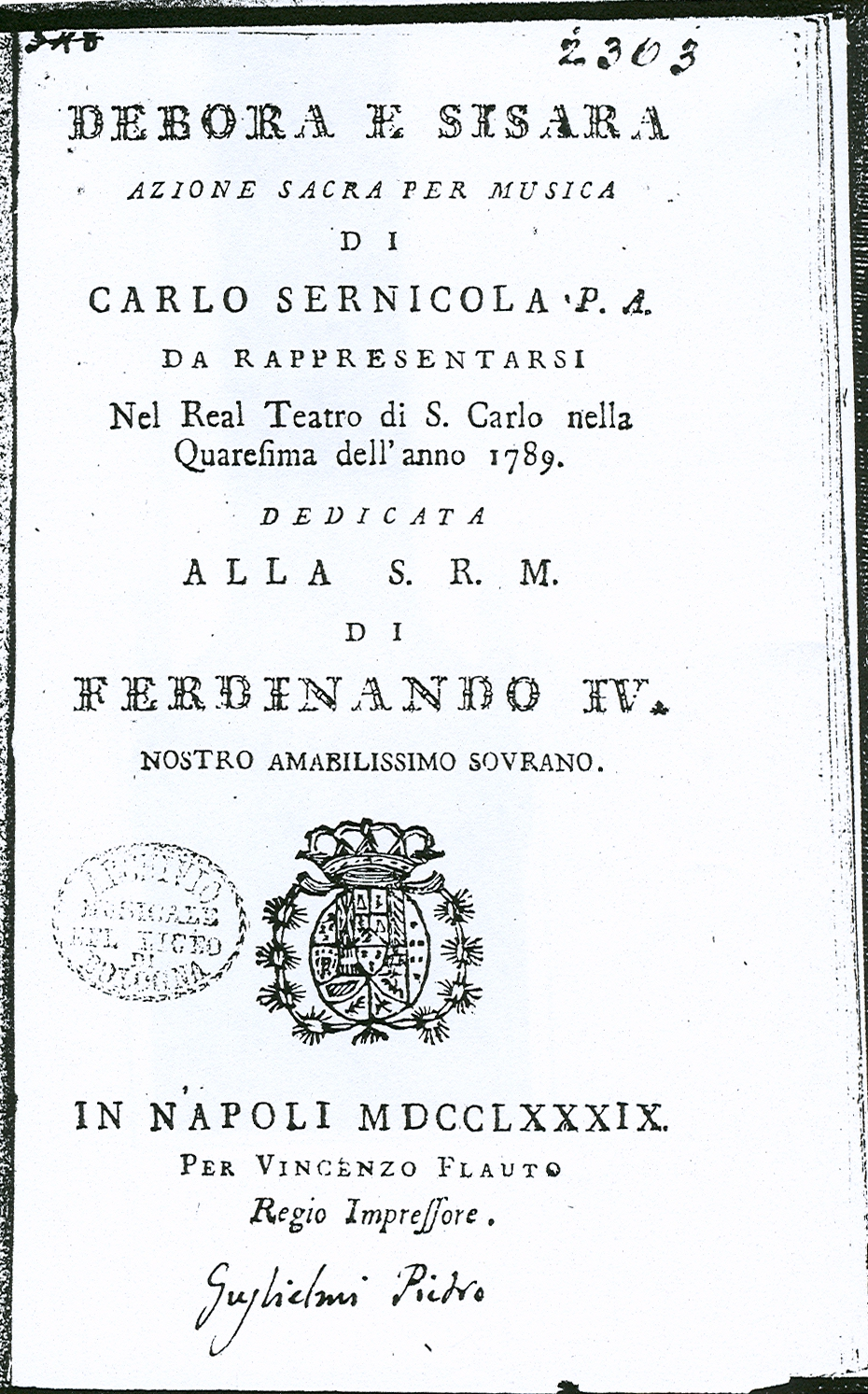
Il frontespizio del libretto Debora e Sisara

- La Distruzione di Gerusalemme (azione sacra per musica, Teatro San Carlo, Napoli 25 febbraio 1787, musica di Giuseppe Giordani), poi anche col titolo Il Sedecia (Palermo 1788);
- Giunone Lucina (cantata, Teatro San Carlo, Napoli 8 settembre 1787, musica di Giovanni Paisiello);
- Debora e Sisara (azione sacra per musica in due atti, Teatro San Carlo, Napoli 13 febbraio 1788, musica di Pietro Alessandro Guglielmi);
- I matrimoni per fanatismo (dramma giocoso per musica ovvero opera buffa in due atti, Teatro del Fondo di Separazione, Napoli 4 novembre 1788, musica di Pasquale Anfossi);
- Il Rinaldo (dramma per musica in due atti, Teatro San Carlo, Napoli 4 novembre 1788, musica di Pjotr Aleksejevich Skokov);
- Le Tre ore di agonia di nostro Signore Gesù Cristo (oratorio, 1790 circa, musica di Giuseppe Giordani);
- Gionata (azione sacra per musica ovvero oratorio, Teatro San Carlo, Napoli 4 marzo 1792, musica di Niccolò Piccinni);
- Olindo e Sofronia (azione tragica per musica in tre atti, Teatro San Carlo, Napoli 17 febbraio 1793, musica di Gaetano Andreozzi), poi col titolo Amelia ed Ottiero (Trieste 1797);
- Gli Orazi ovvero Gli Orazi e i Curiazi (azione tragica in tre atti, Teatro San Carlo, Napoli 4 novembre 1795, musica di Nicola Antonio Zingarelli).

Inoltre è sua una cantata a quattro voci e coro con musica di Pëtr Alekseevič Skokov (eseguita a Napoli nell'abitazione dell'ambasciatore russo P.M. Skavronskij nel gennaio 1789), composta in occasione della presa di Otschakow da parte dell'esercito russo al comando del generale Grigorij Aleksandrovič Potëmkin.